# دنی فن اوت
دنی فن اوت (انگلیسی: Danny Van Haute؛ زادهٔ ۲۲ اکتبر ۱۹۵۶) دوچرخه‌سوار اهل ایالات متحده آمریکا است. وی در بازی‌های المپیک تابستانی ۱۹۸۴ شرکت کرده است.